# Лумийоки
Лумийоки (фин. Lumijoki: снежная река) — община в провинции Северная Остроботния, Финляндия. Общая площадь территории — 290,29 км², из которых 77,1 км² — вода.

## Демография
На 31 января 2011 года в общине Лумийоки проживало 2007 человек: 1023 мужчины и 984 женщины.
Финский язык является родным для 99,25% жителей, шведский — для 0,1%. Прочие языки являются родными для 0,65% жителей общины.
Возрастной состав населения:
- до 14 лет — 27,25%
- от 15 до 64 лет — 57,85%
- от 65 лет — 14,25%

Изменение численности населения по годам:
| Год  | Численность |
| ---- | ----------- |
| 1980 | 1372        |
| 1990 | 1575        |
| 2000 | 1686        |
| 2010 | 1994        |
| 2011 | 2007        |